# 短刀

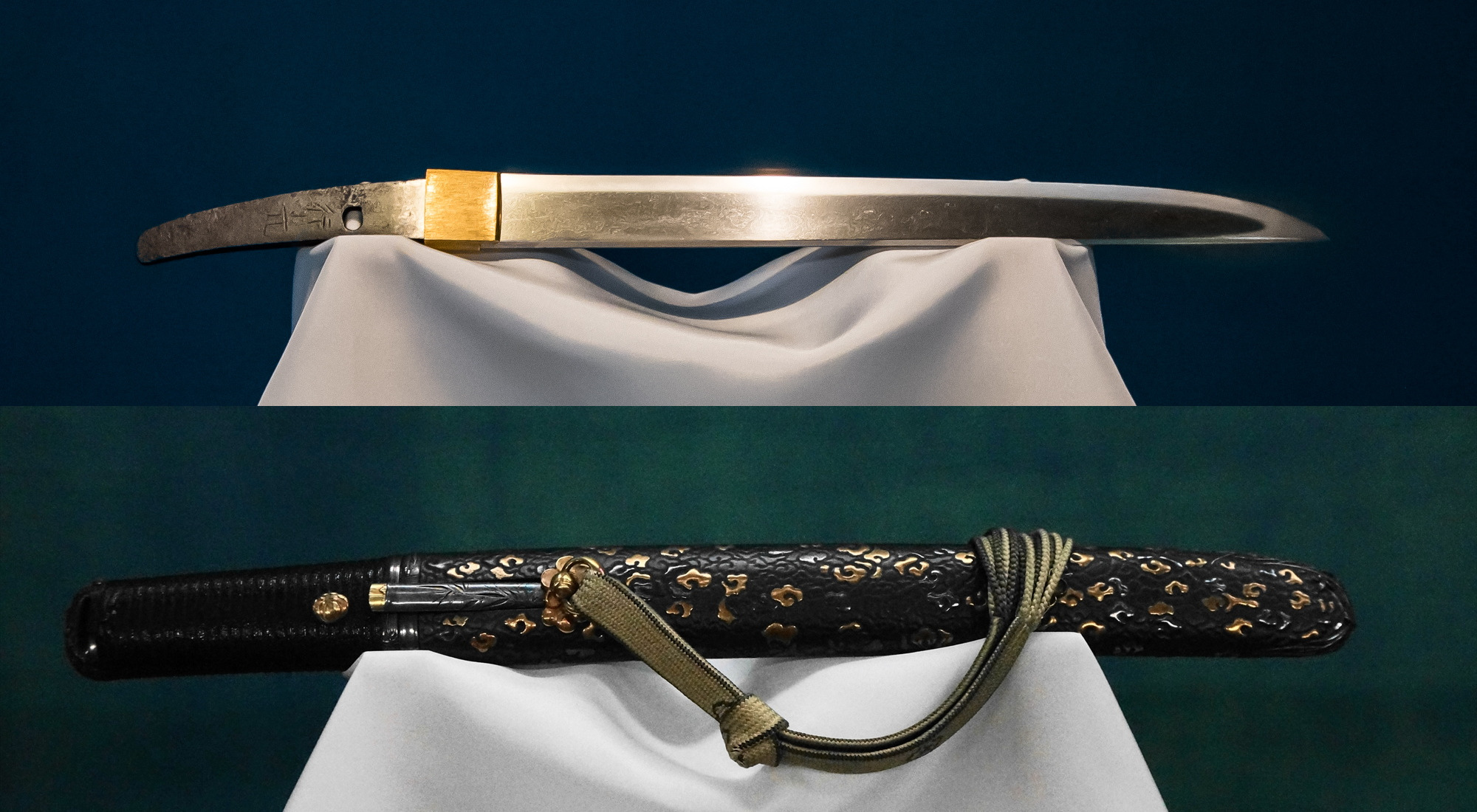
短刀 銘行光 鎌倉時代（国宝）と、その拵の瑞雲文蒔絵合口 江戸時代（東京国立博物館蔵）

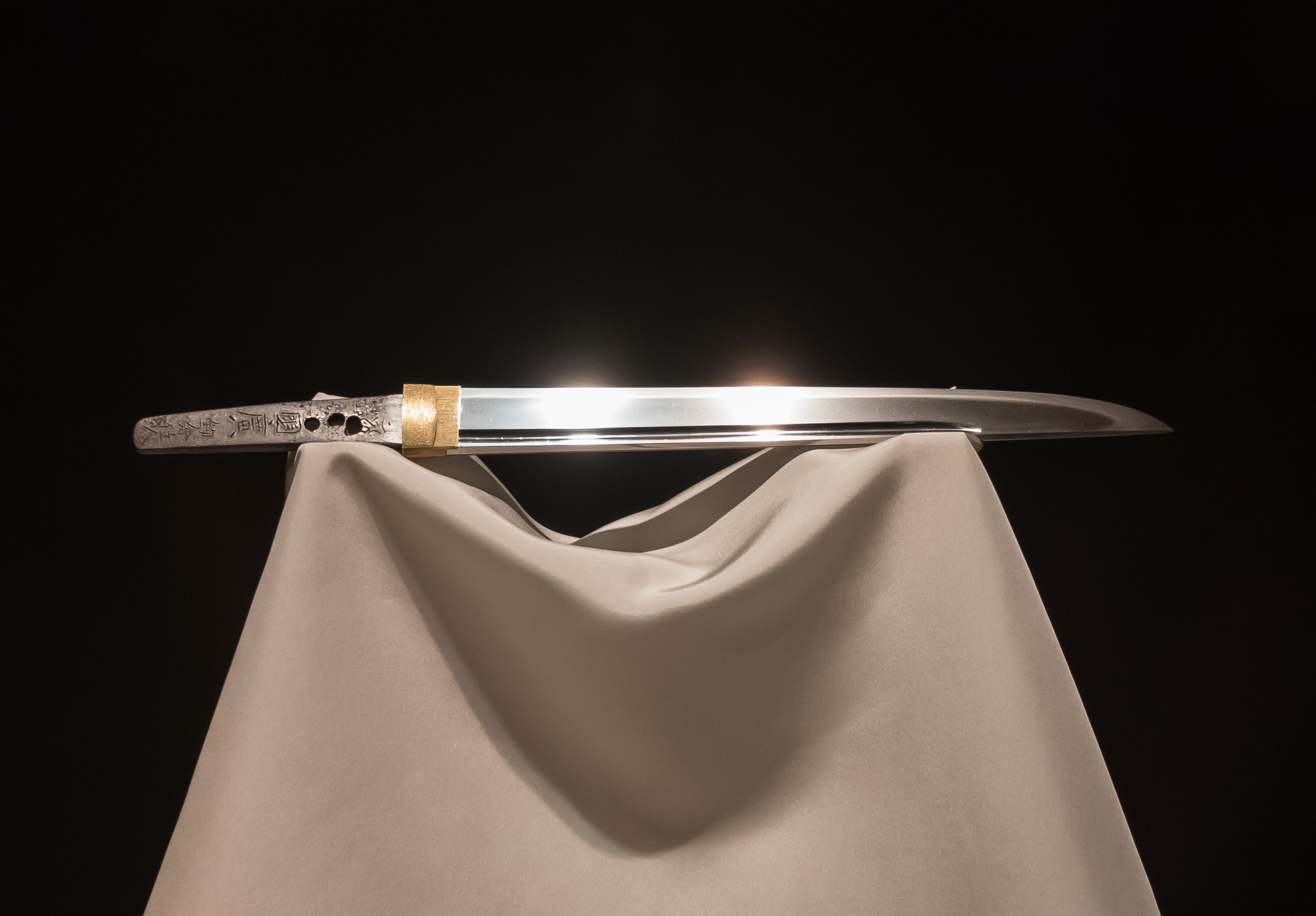
短刀 銘国広鎌倉住人 元亨四年十月三日 鎌倉時代・1324年（東京国立博物館蔵・重要文化財）

短刀（たんとう）は、長さ一尺（約30.3cm）以下の刀の総称。刀身の長さが一尺を超えるが短刀の様式を持つものは、特に「寸延短刀（すんのびたんとう）」とも呼ばれる。

## 概要

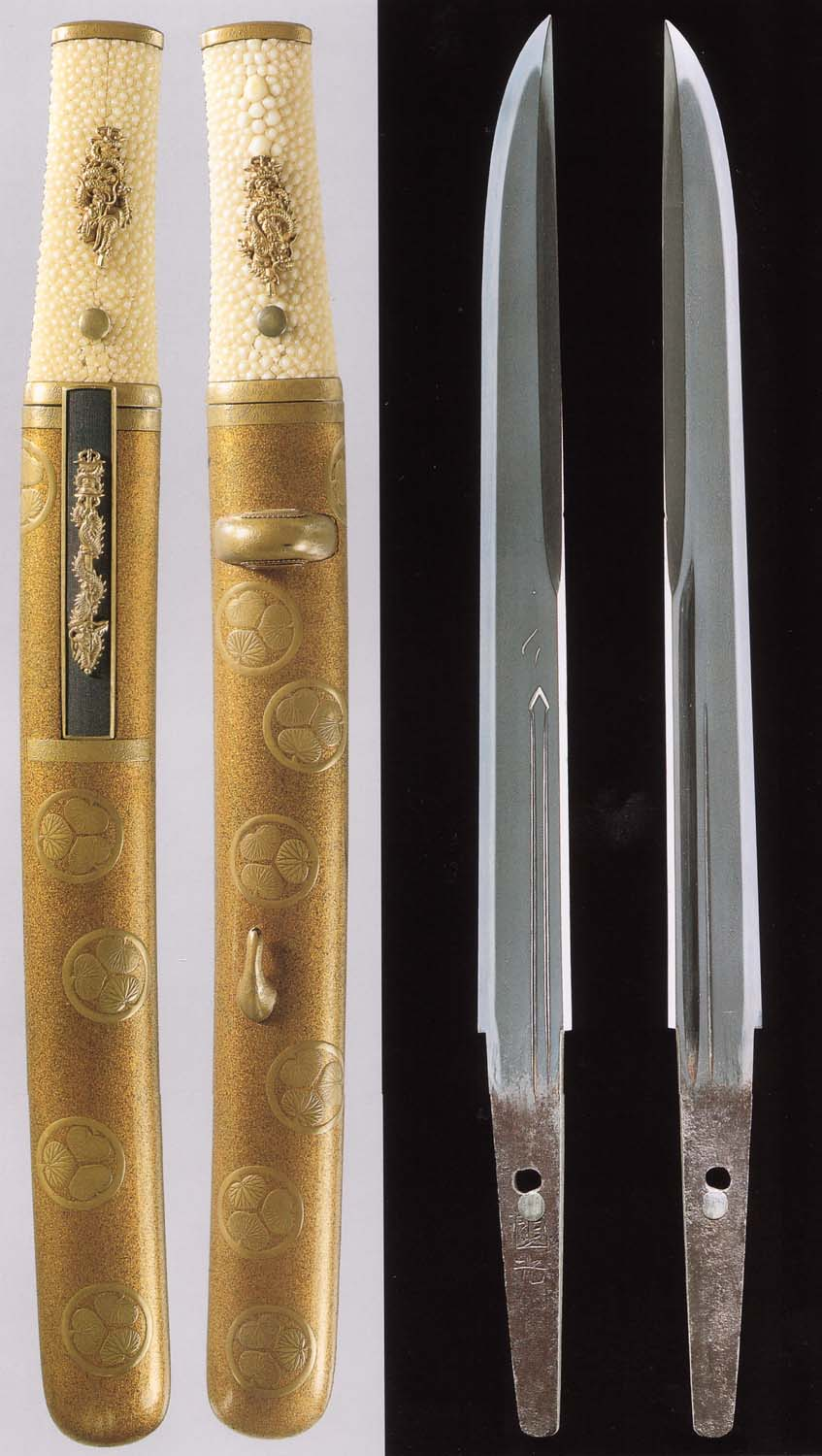
重文 銘 国光（新藤五国光）金梨地葵紋散蒔絵合口拵 小柄付（佐野美術館所蔵）

短刀には用途や差し方、拵えから様々な種類が含まれ、用途から刺刀（さすが）、差し方から懐刀・腰刀（こしがたな）、拵えの形状から鞘巻（さやまき）・合口または匕首（共にあいくちと読む。後者は中国語に由来）ともいう。
合口と呼ばれるように、鍔をつけない。この点が、後世の脇差（打刀の大小拵えの小刀）と異なる。
英語でいう所のショートソードからナイフに相当する概念の武器で、携帯の便に即したものから、素手での格闘戦に準ずる至近距離での攻撃（余りに近いと本差などの大振りの武具の死角になってしまう）などに適したものなどである。その一方で小柄・刀子のように日常具・文具として併用された物、子供や女性の懐剣なども含まれる。これらは「守り刀」と呼ばれ、一種のお守り（護符）として邪気や災厄を払うものとして扱われた。今日でも皇室の儀式中に「賜剣の儀」という、天皇家および宮家で子が生まれた際に守り刀を天皇から贈る儀式がある。この賜剣の儀で贈られる守り刀は、製作した刀匠による写しが存在しており、刃渡：20cm - 28cm・平造り・筍刀反り・筍反りという内反りの短刀である。この造りは筍造り・筍刀造り（たけのこづくり・じゅんとうづくり）とも呼ばれ、筍刀（じゅんとう・たこうながたな・たかんながたな）はその形から蕨手刀の一つの流れを汲む名残だという見解がある。また、元は平安時代頃まで火で炙り加熱消毒して臍の緒を切った短刀だったが、後に元服の際に元結や髪先を切ることに用いられた。また普段使いの刀子（小刀）の類であるという見方もある。刃先の形状としては現代の鎌型包丁（薄刃包丁）の身幅を狭めたものやパン切包丁、冷凍包丁が近い。
また、昭和前期まで博徒やヤクザの伝統的な喧嘩道具に使用された粗製の短刀を隠語で「ドス」と称し、金に困った一部の包丁鍛冶などが作ったと言われている。ドスの中でも長い物（1尺8寸超）は特に「長ドス」と呼ばれる。
江戸時代の社家・国学者のなかには惟神（かんながら）の心を顕すため、自身の佩刀として短刀身ではなく、より古代的な「両刃の剣身」をもちいる事もあった。
戦前の日本における大日本帝国海軍士官および兵学校生徒の海軍短剣と文官や警察官等の短剣は、日本の短刀を西洋風の拵えに仕込んだものであり、和魂洋才を象徴している。
現代においては、警視総監特別賞を受賞した警察官に全日本刀匠会から短刀が贈られている。
「タントー（Tanto）」と呼ばれる切先に刃線の折れ曲がりがあるナイフが80年代頃から存在するが、短刀とは西洋人による感覚的な関係しかなく、シルエットはむしろ直刀に似るものが多く、刀の帽子を元にした意匠となっている。それ以前の西洋のナイフの切先のデザインに比べて丈夫で貫通力に優れた形状でポイントが二つあるためポイントを使った作業に利点があると言われている。

## ギャラリー

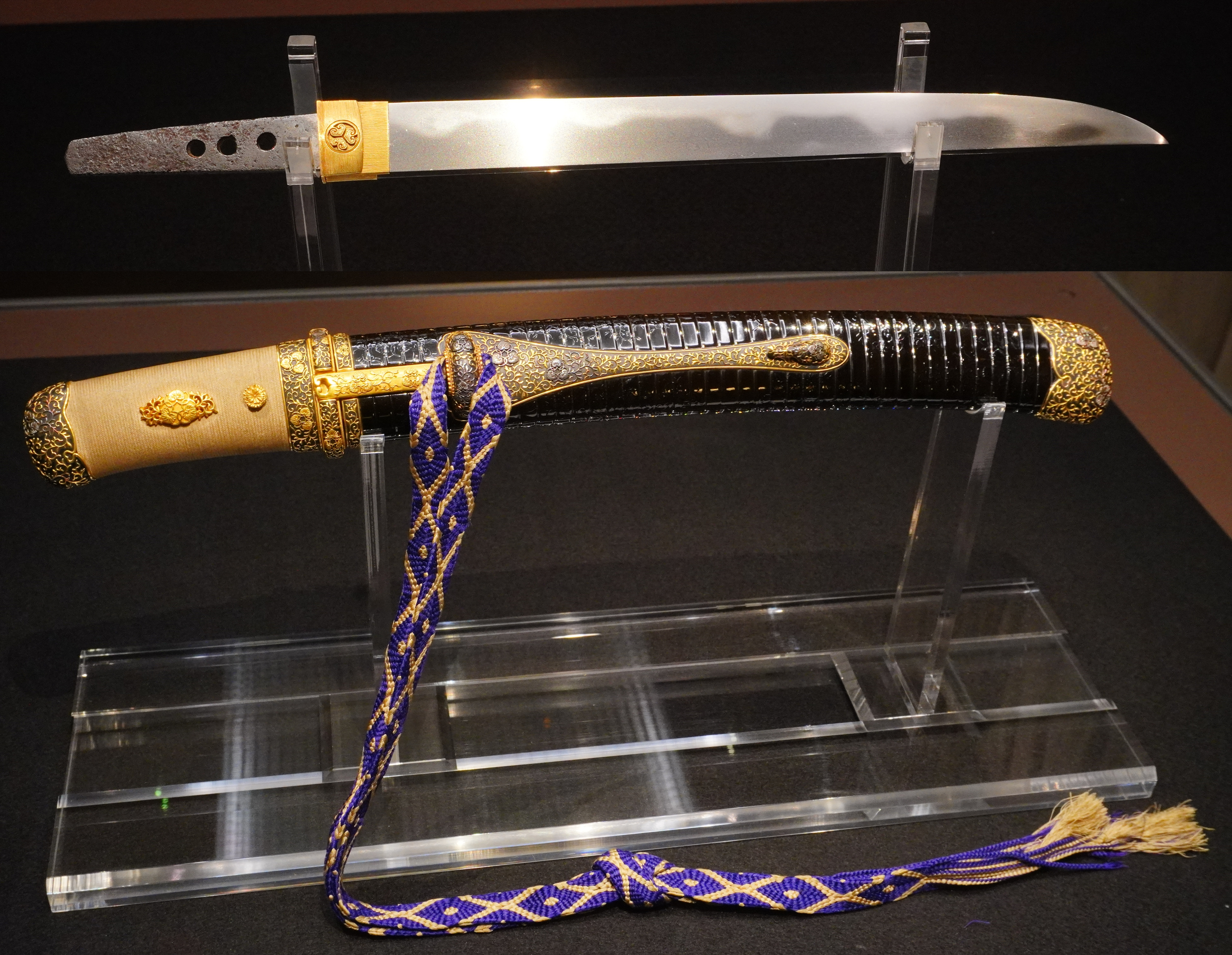
短刀 無銘正宗（名物 日向正宗）、正宗作、鎌倉時代、国宝、三井記念美術館蔵（付属の拵は江戸時代[4]の作）
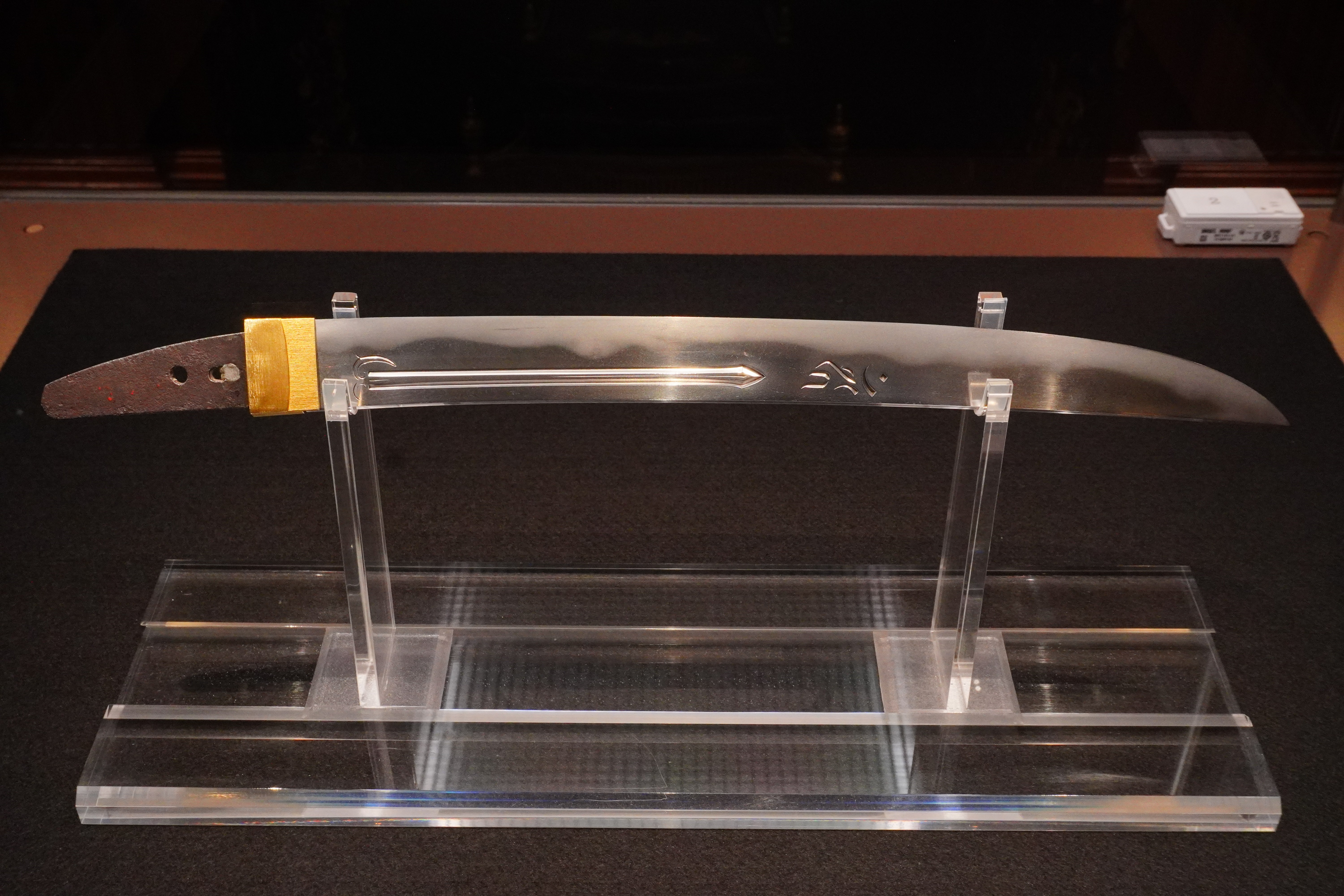
短刀 無銘貞宗（名物 徳善院貞宗）、貞宗作、鎌倉時代か南北朝時代、国宝、三井記念美術館蔵
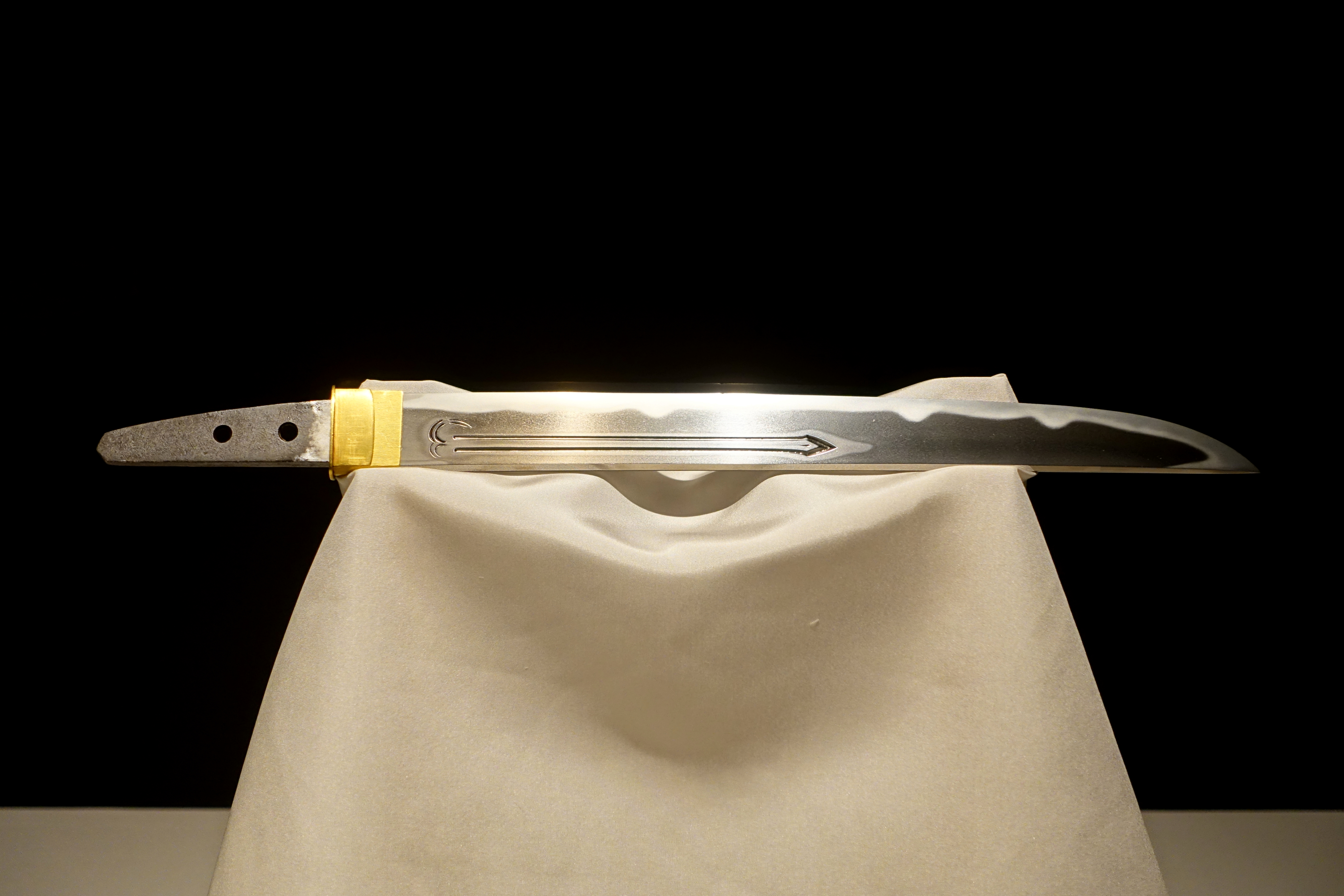
短刀 無銘貞宗（名物 寺沢貞宗）、貞宗作、14世紀の鎌倉時代、 国宝、東京国立博物館蔵
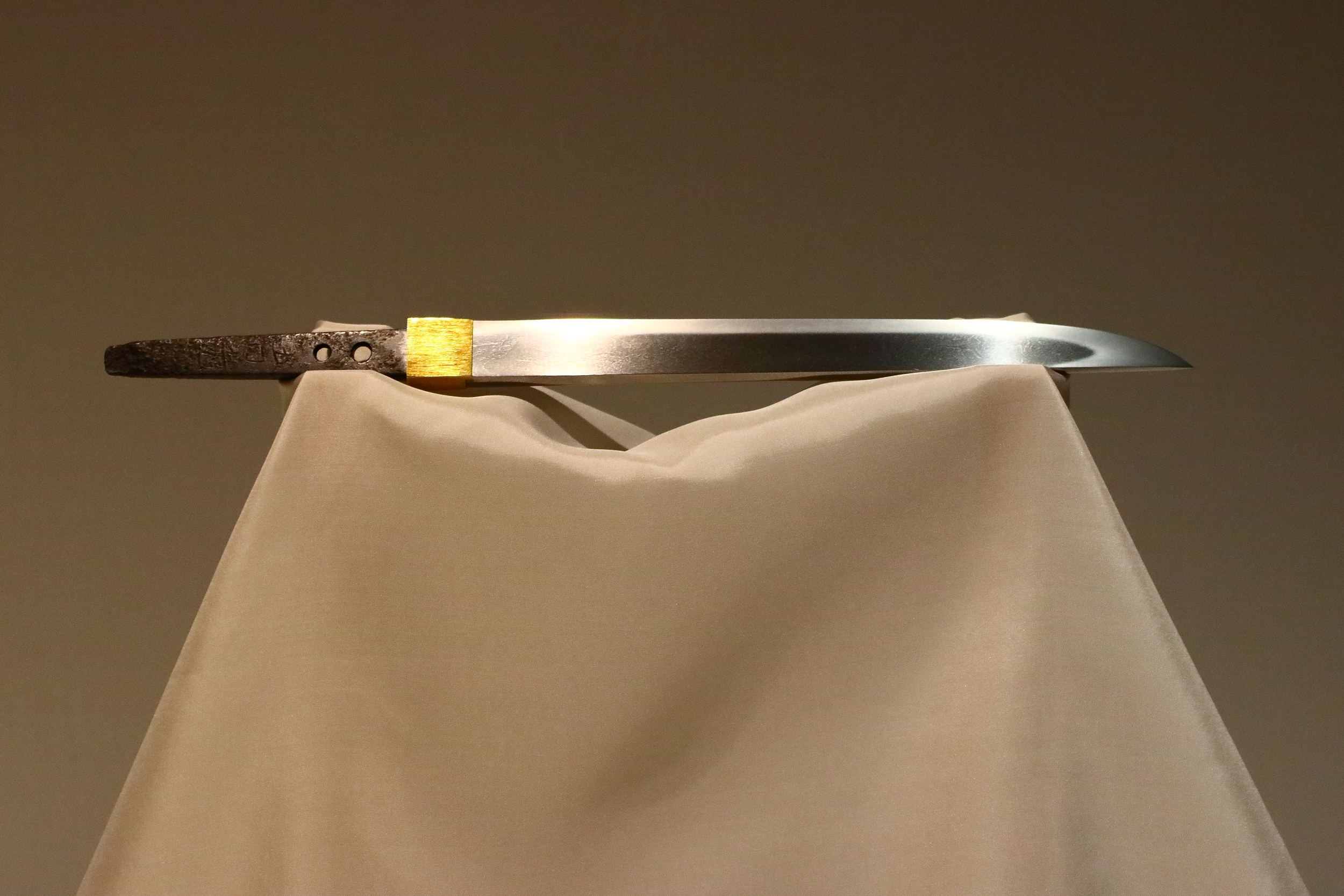
「銘 吉光」（名物 厚藤四郎）、粟田口吉光作、13世紀の鎌倉時代、国宝、東京国立博物館蔵
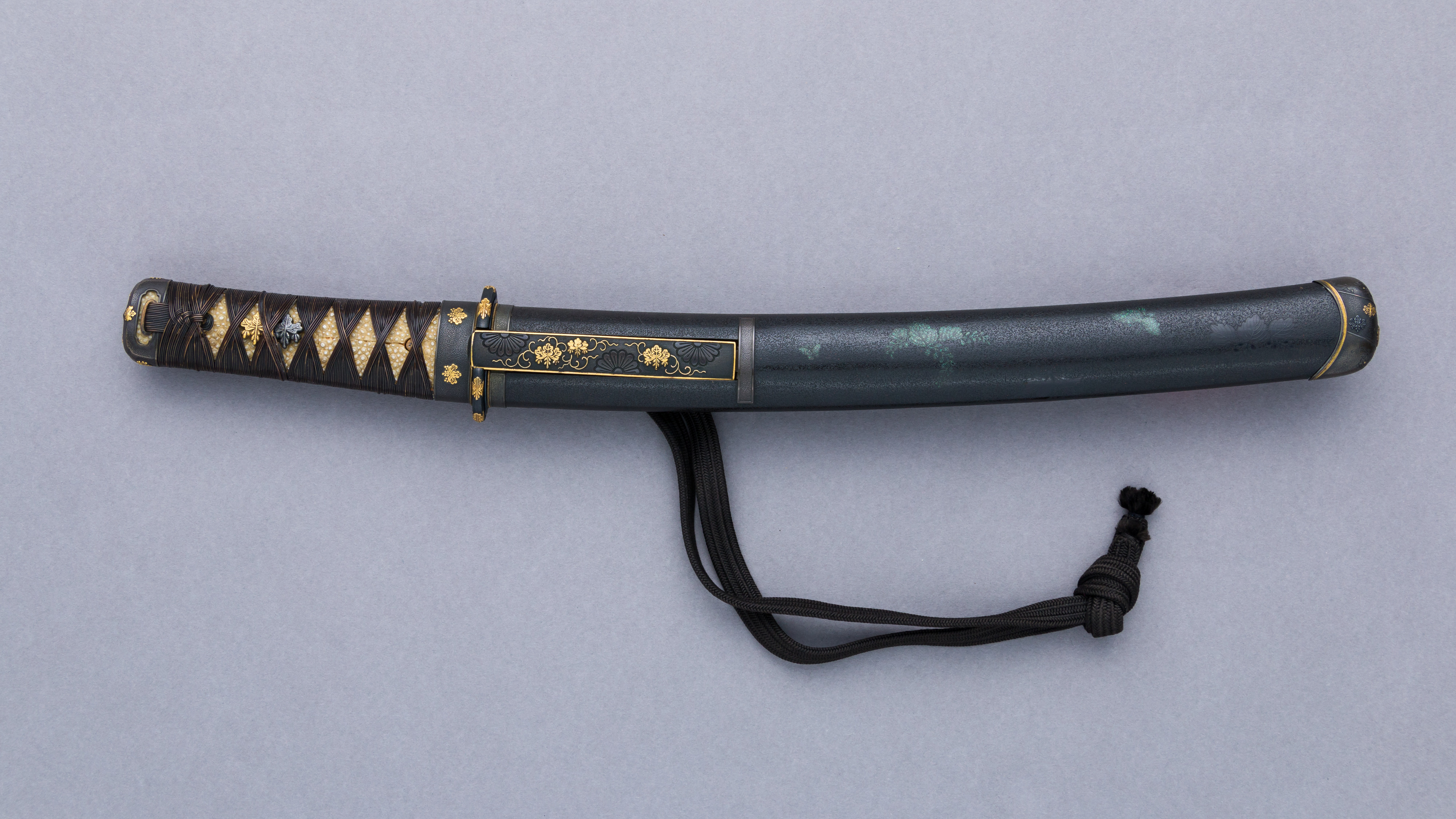
短刀の拵、19世紀の江戸時代か明治時代、 メトロポリタン美術館蔵
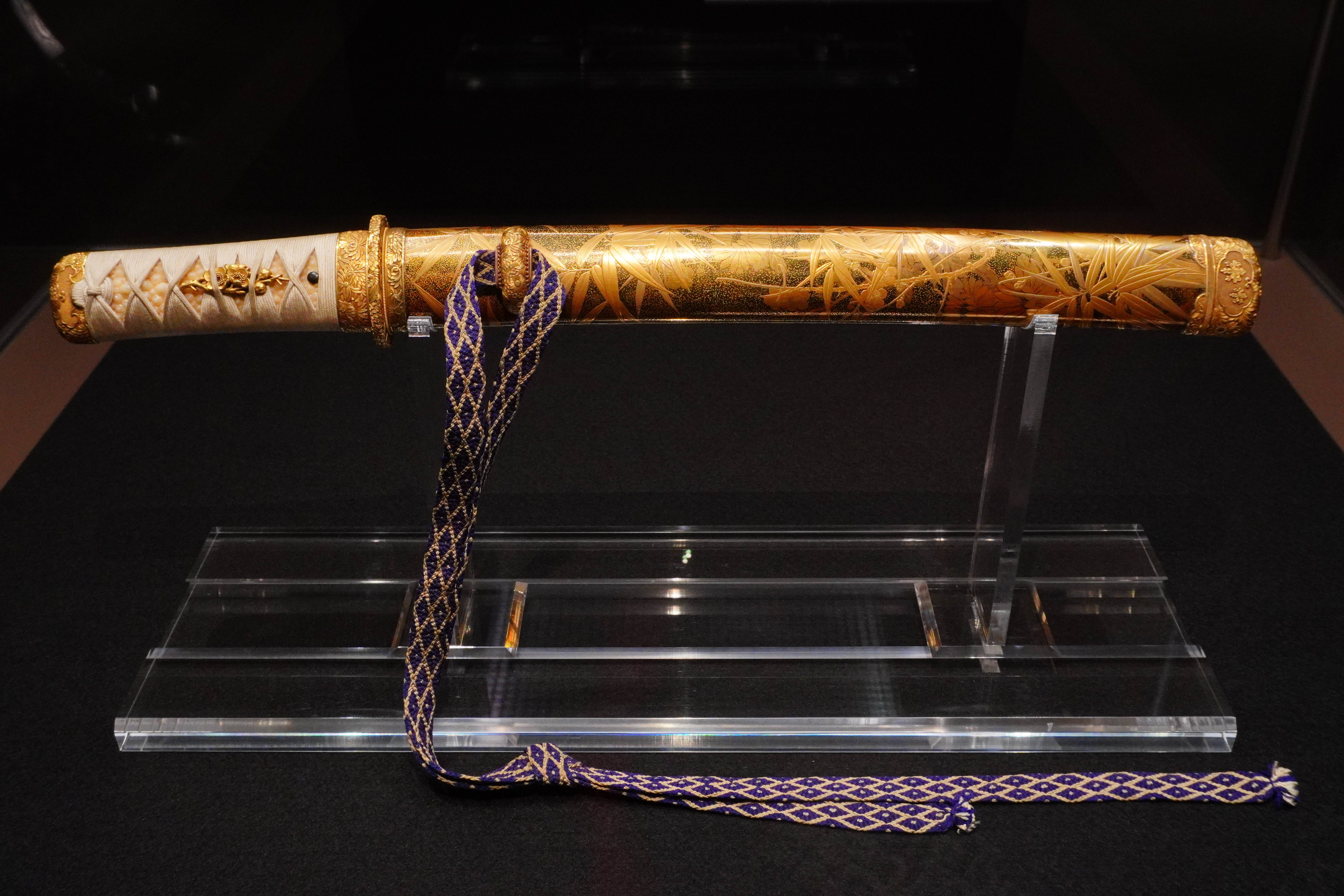
短刀 朱銘埋忠明寿に付属する拵（19世紀の幕末か明治時代の脇差形式の四君子蒔絵小脇差）、三井記念美術館蔵